# Viaduc de Tosse-Montagne
Le viaduc de Tosse-Montagne a été construit par Louis Harel de la Noë pour les chemins de fer des Côtes-du-Nord. Ce viaduc en courbe est situé sur la commune de Plérin. Il fut utilisé par la ligne Saint-Brieuc - Plouha. Il est situé entre les viaducs de Souzain et de la Horvaie.
Ses caractéristiques principales sont : 

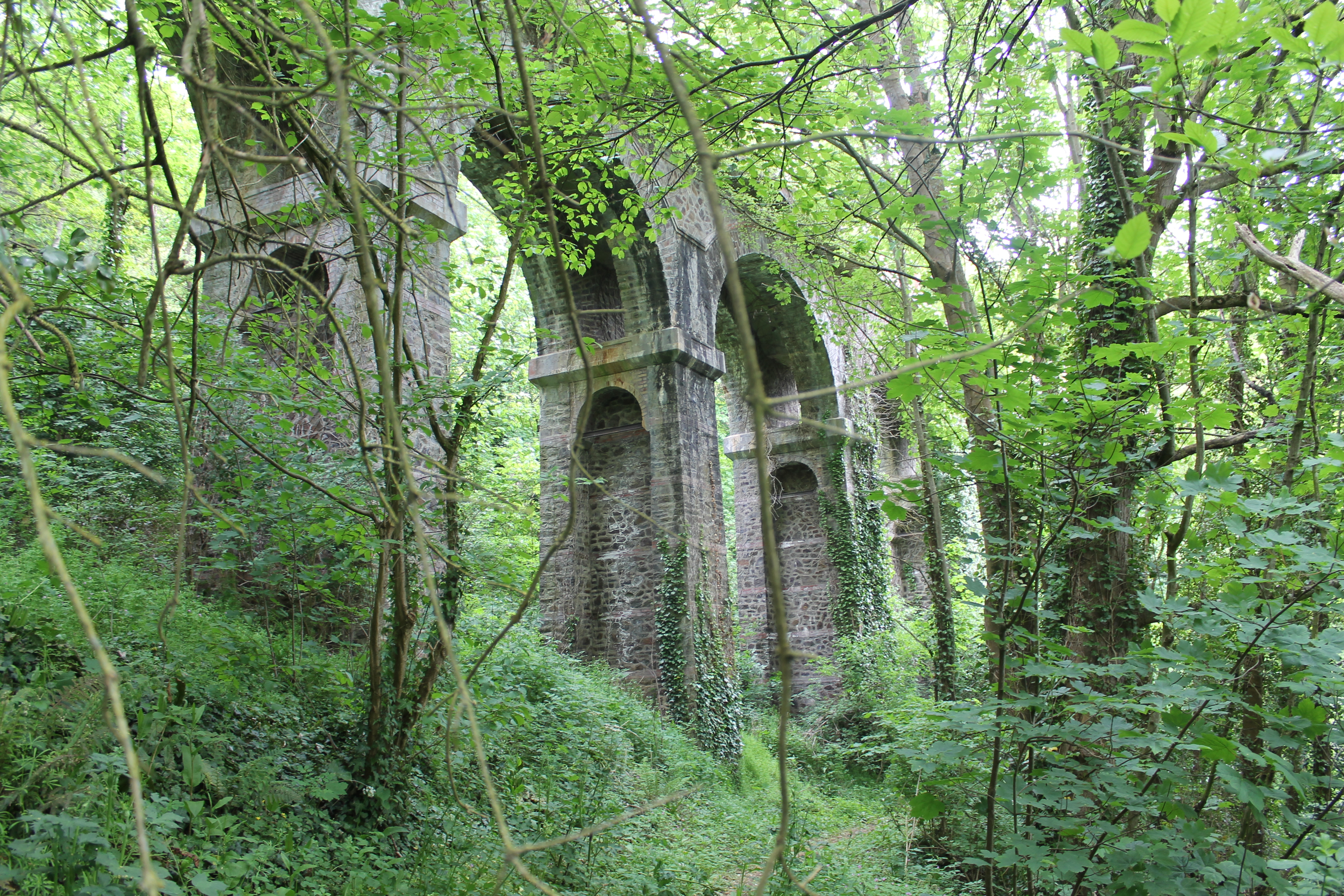
Le viaduc en 2015.

- Longueur : 68 m
- 7 arches